# Euchalcis miegii
Euchalcis miegii is een vliesvleugelig insect uit de familie bronswespen (Chalcididae). De wetenschappelijke naam is voor het eerst geldig gepubliceerd in 1861 door Jean-Marie Léon Dufour.